# Милан Джурич
Милан Джурич (босн. Milan Đurić, нар. 22 травня 1990, Тузла, СФР Югославія) — боснійський футболіст, нападник італійської «Верони» та збірної Боснії і Герцеговини.

## Клубна кар'єра

### Початок
Розпочав професійно займатися футболом в молодіжній команді «Віс Пезаро», а в 2005 році перейшов до клубу «Сан-Марино Кальчо», який виступав на регіональному рівні. А навесні 2006 року завершив виступи на молодіжному рівні в футболці «Чезени».

### «Чезена»
30 жовтня 2007 року він дебютував у першій команді в поєдинку проти «Мантови». Через декілька тижнів він відзначився першим голом, у воротах «Фрозіноне». Протягом свого першого професійного сезону, який збігся з вильотом «Чезени» до Леги Про, він зіграв у 24 матчах.
Проте Милан вирішив залишитися в команді й за підсумками наступного сезону «Чезена» отримала право повернутися до Серії B.
6 вересня 2009 року Джурич відзначився голом у переможному (1:0) поєдинку проти «Читтаделли», а 20 березня 2010 року знову відзначився голом, цього разу в переможному (3:1) поєдинку проти «Віченци». Сезоні 2009/10 років, в якому Милан зіграв 28 матчів, завершується для «Чезени» черговим підвищенням, цього разу до Серії А, до якої клуб повернувся вперше за останні 19 сезонів. 

### Оренда в «Асколі» та «Кротоне»
Влітку 2010 року частина прав на Джурича продається «Пармі», яка згодом відправляє його в оренду до «Асколі», в Серію B. Однак уже в січні 2011 року Милан на правах оренди переходить до «Кротоне», знову на правах оренди, в складі якого він виступає й наступного року. 19 листопада 2011 року зіграв свій 100-ий матч у Серії B.
У сезоні 2010/11 років став лауреатом премії «Top Series of bwin Awards», завдяки вдалому поєдинку проти «Емполі».

### Оренди в «Кремонезе», «Трапані» та «Читтаделлу»
18 липня 2012 року на правах оренди перейшов до «Кремонезе» з Лега Про. Вранці 15 липня 2013 року, на правах оренди, перейшов до новачка чемпіонату сицилійського «Трапані». 14 вересня 2013 року він відзначився першими двома голами, обидва головою, у переможному (4:0) матчі проти «Реджини».
В останні день зимового трансферного вікна, 31 січня 2014 року, перейшов до «Читтаделли».

### Повернення в «Чезену»
Наприкінці сезону він повернувся в «Чезену», яка виступала в Серії А. Дебютував у цьому турнірі 14 вересня 2014 року в програному (0:3) поєдинку Лаціо-Чезена, замінивши Алехандро Родрігеса. 9 листопада 2014 року відзначається першим голом у серії А, зрівнявши на 88-ій хвилині рахунок у матчі К'єво-Чезена (2-1). Проте його найкращим поєдинком можна вважати гру проти «Ювентуса», в якій Милан відзначився голом та результативною передачею, а поєдинок завершився з рахунком 2:2. Незважаючи на те, що за підсумками сезону «Чезена» вилетіла до Серії B, Джурич вирішив і надалі виступати в команді

### Бристоль Сіті
4 січня 2017 року перейшов до «Бристоль Сіті», клубу з англійського Чемпіоншипу (другий дивізіон чемпіонату Англії), який викупив Милана майже за 2 мільйони євро, його контракт був розрахований до червня 2019 року з можливістю продовження співпраці по завершенні цієї угоди ще на два роки. 7 січня 2017 року він дебютував за свою нову команду у третьому раунді Кубку ФФ проти «Флітвуд Таун». 4 лютого 2017 року відзначився переможним для «Бристоль Сіті» голом (1:0) у поєдинку проти «Ротергем Юнайтед». Наприкінці березня переніс операцію на грижі, через що пропустив решту сезону. Проблеми з грижею знову з'явилися в липні, через що Милан вибув на невизначений термін.
Загалом провів в Англії півтора сезони, взявши участь у 27 іграх другого англійського дивізіону, в яких відзначився п'ятьма голами.

### Повернення до Італії
9 серпня 2018 року повернувся до Італії, уклавши контракт з друголіговою «Салернітаною», яка сплатила за трансфер боснійця 1 мільйон євро. Відразу став ключовою фігурою в атакувальній ланці команди, хоча особливою результативністю не відзначався. В сезоні 2020/21 взяв участь у 35 з 38 ігор Серії B і допоміг команді посісти друге місце, пробившись таким чином до елітного італійського дивізіону. Провівши сезон 2021/22 в Серії A, залишив клуб, контракт з яким добіг кінця.
Влітку 2022 року на правах вільного агента уклав трирічну угоду з «Вероною».

## Кар'єра в збірній
У липні 2010 року Джурич висловив бажання грати за Боснію і Герцеговину. 12 лютого 2012 року він отримав свій перший виклик до молодіжної збірної Боснії і Герцеговини на матч проти молодіжної збірної Сербії в Белграді, але Милану довелося чекати дебюту до 1 червня 2012 року, коли він вийшов на заміну 79-ій хвилині і відзначився голом 10 хвилин по тому, забезпечивши комфортну домашню перемогу (3:0) над молодіжною збірною Білорусі в матчі кваліфікації до молодіжного чемпіонату Європи. П'ять днів по тому вийшов у стартовому складі в переможному (3:1) матчі проти молодіжної збірної Сан-Марино, вдруге поспіль відзначився у воротах суперників боснійців, окрім цього в тому ж поєдинку відзначився результативною передачею. 7 вересня в переможному (4:0) матчі проти молодіжної збірної Греції відзначився ще одним голом, третім поспіль у трьох матчах.
10 вересня 2012 року в поєдинку проти молодіжної збірної Німеччини, Джурич відзначився першим у своїй кар'єрі хет-триком у складі молодіжної збірної Боснії і Герцеговини, а також став автором результативної передачі, під час 4 влучного пострілу боснійців, але той поєдинок завершився з рахунком 4:4. Таким чином, у складі молодіжної збірної Боснії і Герцеговини зіграв 4 матчі, в яких відзначився 6-ма голами та 2-ма результативними передачами.
У березні 2015 року, завдяки впевненій грі в «Чезені», переконав головного тренера національної збірної Боснії і Герцеговини Мехмеда Баждаревича у своїй професійній придатності та отримав виклик до головної команди. Дебютував на офіційному рівні в футболці національної збірної 28 березня 2015 року в поєдинку проти Андорри, вийшовши на поле на 67-ій хвилині замість Ведадада Ібішевича. 10 жовтня 2015 року він відзначився дебютним голом у переможному (2:0) поєдинку проти Уельсу після результативної передачі Міралема П'янича, а на 90-ій хвилині відзначився результативню передачею на Ведадада Ібішевича. А три дні по тому в Нікосії, проти Кіпру, відзначився забитим головою м'ячем, який приніс Боснії виїзну перемогу.

## Стиль гри
Фізично сильний, вміло прикриває м'яч своїм корпусом, командний гравець, прекрасно грає головою.

## Особисте життя
Народився в місті Тузла, зараз — територія Боснії і Герцеговини, на той час — територія СФР Югославії, в сербо-босняцькій родині. Його батько, Горан, професіональний футболіст, який виступав у третьому дивізіоні чемпіонату Югославії. У 1991 році через початок Боснійської війни родина Милана переїхала в Пезаро. Його молодший брат Марко Джурич, півзахисник, грає на правах лренди в Л'Акулі у Лега Про, але належить «Чезені». Незважаючи на те, що Милан народився в Тузлі, його родина походить з іншого міста, Власениця.

## Статистика виступів

### Клубна
Станом на 15 серпня 2022 року.
| Сезон                     | Клуб                      | Чемпіонат                 | Чемпіонат | Чемпіонат | Нац. кубок | Нац. кубок | Нац. кубок | Конт. кубок | Конт. кубок | Конт. кубок | Ін. кубки | Ін. кубки | Ін. кубки | Загалом | Загалом |
| Сезон                     | Клуб                      | Змаг.                     | Матчі     | Голи      | Змаг.      | Матчі      | Голи       | Змаг.       | Матчі       | Голи        | Змаг.     | Матчі     | Голи      | Матчі   | Голи    |
| ------------------------- | ------------------------- | ------------------------- | --------- | --------- | ---------- | ---------- | ---------- | ----------- | ----------- | ----------- | --------- | --------- | --------- | ------- | ------- |
| 2007-2008                 | «Чезена»                  | B                         | 24        | 2         | КІ         | 0          | 0          | -           | -           | -           | -         | -         | -         | 24      | 2       |
| 2008-2009                 | «Чезена»                  | 1Д                        | 21        | 3         | КІ+КІ-ЛП   | 1+2        | 0          | -           | -           | -           | -         | -         | -         | 24      | 3       |
| 2009-2010                 | «Чезена»                  | B                         | 28        | 3         | КІ         | 2          | 1          | -           | -           | -           | -         | -         | -         | 30      | 4       |
| 2010-січ. 2011            | «Асколі»                  | B                         | 17        | 2         | КІ         | 0          | 0          | -           | -           | -           | -         | -         | -         | 17      | 2       |
| січ.-чер. 2011            | «Кротоне»                 | B                         | 16        | 5         | КІ         | -          | -          | -           | -           | -           | -         | -         | -         | 16      | 5       |
| 2011-2012                 | «Кротоне»                 | B                         | 29        | 2         | КІ         | 3          | 2          | -           | -           | -           | -         | -         | -         | 32      | 4       |
| Загалом у «Кротоне»       | Загалом у «Кротоне»       | Загалом у «Кротоне»       | 45        | 7         |            | 3          | 2          |             | -           | -           |           | -         | -         | 48      | 9       |
| 2012-2013                 | «Кремонезе»               | 1Д                        | 20        | 3         | КІ+КІ-ЛП   | 3+1        | 1+0        | -           | -           | -           | -         | -         | -         | 24      | 4       |
| 2013-січ. 2014            | «Трапані»                 | B                         | 13        | 3         | КІ         | 2          | 0          | -           | -           | -           | -         | -         | -         | 15      | 3       |
| січ.-чер. 2014            | «Читтаделла»              | B                         | 15        | 4         | КІ         | -          | -          | -           | -           | -           | -         | -         | -         | 15      | 4       |
| 2014-2015                 | «Чезена»                  | A                         | 28        | 2         | CI         | 2          | 1          | -           | -           | -           | -         | -         | -         | 30      | 3       |
| 2015-2016                 | «Чезена»                  | B                         | 26+1      | 7         | КІ         | 1          | 1          | -           | -           | -           | -         | -         | -         | 28      | 8       |
| 2016-січ. 2017            | «Чезена»                  | B                         | 19        | 6         | КІ         | 2          | 0          | -           | -           | -           | -         | -         | -         | 21      | 6       |
| Загалом у «Чезені»        | Загалом у «Чезені»        | Загалом у «Чезені»        | 146+1     | 23        |            | 10         | 3          |             | -           | -           |           | -         | -         | 157     | 26      |
| січ.-чер. 2017            | «Бристоль Сіті»           | ЧФЛ                       | 11        | 2         | КА+КФЛ     | 3+0        | 0          | -           | -           | -           | -         | -         | -         | 14      | 2       |
| 2017–18                   | «Бристоль Сіті»           | ЧФЛ                       | 16        | 3         | КА+КЛ      | 1+0        | 1          | -           | -           | -           | -         | -         | -         | 17      | 4       |
| Усього за «Бристоль Сіті» | Усього за «Бристоль Сіті» | Усього за «Бристоль Сіті» | 27        | 5         |            | 4          | 1          |             | -           | -           |           | -         | -         | 31      | 6       |
| 2018–19                   | «Салернітана»             | B                         | 26+2      | 6+1       | КІ         | 0          | 0          | -           | -           | -           | -         | -         | -         | 28      | 7       |
| 2019–20                   | «Салернітана»             | B                         | 33        | 12        | КІ         | 0          | 0          | -           | -           | -           | -         | -         | -         | 33      | 12      |
| 2020–21                   | «Салернітана»             | B                         | 35        | 5         | КІ         | 1          | 0          | -           | -           | -           | -         | -         | -         | 36      | 5       |
| 2021–22                   | «Салернітана»             | A                         | 33        | 5         | КІ         | 2          | 0          | -           | -           | -           | -         | -         | -         | 35      | 5       |
| Усього за «Салернітану»   | Усього за «Салернітану»   | Усього за «Салернітану»   | 127+2     | 28+1      |            | 3          | 0          |             | -           | -           |           | -         | -         | 132     | 29      |
| 2022–23                   | «Верона»                  | A                         | 1         | 0         | КІ         | 1          | 0          | -           | -           | -           | -         | -         | -         | 2       | 0       |
| Усього за кар'єру         | Усього за кар'єру         | Усього за кар'єру         | 413       | 76        |            | 27         | 7          |             | -           | -           |           | -         | -         | 440     | 83      |

### Молодіжна збірна
| Дата      | Місто   | Господарі            | Результат | Гості      | Турнір                             | Голи | Примітки |
| --------- | ------- | -------------------- | --------- | ---------- | ---------------------------------- | ---- | -------- |
| 1-6-2012  | Сараєво | Боснія і Герцеговина | 3 – 0     | Білорусь   | Кваліфікація молодіжного Євро-2013 | 1    | 79'      |
| 6-6-2012  | Сараєво | Боснія і Герцеговина | 3 – 1     | Сан-Марино | Кваліфікація молодіжного Євро-2013 | 1    |          |
| 7-9-2012  | Сараєво | Боснія і Герцеговина | 4 – 0     | Греція     | Кваліфікація молодіжного Євро-2013 | 1    | 60'      |
| 10-9-2012 | Сараєво | Боснія і Герцеговина | 4 – 4     | Німеччина  | Кваліфікація молодіжного Євро-2013 | 3    | 80'      |
| Усього    |         | Матчів               | 4         |            | Голів                              | 6    |          |

### Національна збірна
Станом на 15 серпня 2022 року.
| Дата       | Місто            | Господарі            | Результат | Гості                | Турнір                               | Голи | Примітки    |
| ---------- | ---------------- | -------------------- | --------- | -------------------- | ------------------------------------ | ---- | ----------- |
| 28-3-2015  | Андорра-ла-Велья | Андорра              | 0 – 3     | Боснія і Герцеговина | Кв. Євро                             | -    | 67'         |
| 6-9-2015   | Зениця           | Боснія і Герцеговина | 3 – 0     | Андорра              | Кв. Євро                             | -    | 21'         |
| 10-10-2015 | Зениця           | Боснія і Герцеговина | 2 – 0     | Уельс                | Кв. Євро                             | 1    | 61'         |
| 13-10-2015 | Нікосія          | Кіпр                 | 2 – 3     | Боснія і Герцеговина | Кв. Євро                             | 1    | 60' - 69'   |
| 13-11-2015 | Зениця           | Боснія і Герцеговина | 1 – 1     | Ірландія             | Кв. Євро                             | -    | 73'         |
| 16-11-2015 | Дублін           | Ірландія             | 2 – 0     | Боснія і Герцеговина | Кв. Євро                             | -    | 69' - 90+3' |
| 25-3-2016  | Люксембург       | Люксембург           | 0 – 3     | Боснія і Герцеговина | Товариський матч                     | 1    |             |
| 29-5-2016  | Санкт-Галлен     | Іспанія              | 3 – 1     | Боснія і Герцеговина | Товариський матч                     | -    | 22' - 78'   |
| 3-6-2016   | Тойота (Айті)    | Боснія і Герцеговина | 2 – 2     | Данія                | Кубок Кірін                          | 2    | 22' - 89'   |
| 7-6-2016   | Суйта            | Японія               | 1 – 2     | Боснія і Герцеговина | Кубок Кірін                          | 2    | 76'         |
| 6-9-2016   | Зениця           | Боснія і Герцеговина | 5 – 0     | Естонія              | Кв ЧС                                | -    | 81'         |
| 7-10-2016  | Брюссель         | Бельгія              | 4 – 0     | Боснія і Герцеговина | Кв ЧС                                | -    | 64'         |
| 10-10-2016 | Зениця           | Боснія і Герцеговина | 2 – 0     | Кіпр                 | Кв ЧС                                | -    | 64' - 81'   |
| 13-11-2016 | Афіни            | Греція               | 1 – 1     | Боснія і Герцеговина | Кв ЧС                                | -    | 84'         |
| 11-10-2020 | Зениця           | Боснія і Герцеговина | 0 – 0     | Нідерланди           | Ліга націй УЄФА 2020-2021 - 1-й етап | -    | 61'         |
| Усього     |                  | Матчів               | 15        |                      | Голів                                | 7    |             |

## Досягнення
- Лега Про Пріма Дівізіоне
  -  Чемпіон (1): 2008/09